# El Mouradia
El Mouradia (în arabă المرادية) este o comună din provincia Alger, Algeria.
Populația comunei este de 22.813 locuitori (2008).